# 1. division i ishockey 1968-69
1. division i ishockey 1969-70 var turneringen om det 12. DM i ishockey. Mesterskabet blev arrangeret af Dansk Ishockey Union, og det var niende sæson, at mesterskabet blev afviklet i ligaform. Turneringen var blev afviklet som en dobbeltturnering alle-mod-alle med deltagelse af otte hold, hvilket gav 14 kampe til hvert hold.
Mesterskabet blev vundet af Esbjerg IK, som dermed vandt DM-titlen for første gang i klubbens historie, og som samtidig blev den første jyske klub, der blev danmarksmester i ishockey. Sølvmedaljerne blev vundet af de forsvarende mestre fra Gladsaxe Skøjteløberforening, mens bronzemedaljerne gik til Vojens IK, som dermed vandt DM-medaljer for første gang i klubbens historie.

## Resultater og stillinger
De otte deltagende hold spillede en dobbeltturnering alle-mod-alle.
| Nr | Hold             | K  | V  | U | T  | Mf |   | Mi  | +/-  | P                                   |
| -- | ---------------- | -- | -- | - | -- | -- | - | --- | ---- | ----------------------------------- |
| 1  | Esbjerg IK       | 14 | 12 | 0 | 2  | 96 | – | 33  | +63  | 24                                  |
| 2  | Gladsaxe SF (M)  | 14 | 11 | 1 | 2  | 93 | – | 15  | +78  | 23                                  |
| 3  | Vojens IK        | 14 | 10 | 0 | 4  | 90 | – | 55  | +35  | 20                                  |
| 4  | Rødovre SIK      | 14 | 9  | 1 | 4  | 71 | – | 45  | +26  | 19                                  |
| 5  | Rungsted IK      | 14 | 6  | 2 | 6  | 56 | – | 51  | +5   | 14                                  |
| 6  | KSF              | 14 | 3  | 0 | 11 | 32 | – | 73  | −41  | 6                                   |
| 7  | Herning IK       | 14 | 2  | 1 | 11 | 35 | – | 89  | −54  | 5                                   |
| 8  | AaB Ishockey (O) | 14 | 0  | 1 | 13 | 24 | – | 136 | −112 | 1Nedrykning til 2. division 1969-70 |

 K: Kampe spillet, V: Vundne kampe, U: Uafgjorte kampe, T: Tabte kampe, Mf: Mål for, Mi: Mål imod, +/-: Måldifference, P: Point

 

### Topscorere
| Spiller          | Klub       | Point | Mål | Assists |
| ---------------- | ---------- | ----- | --- | ------- |
| Keld Bjerrum     | Esbjerg IK | 36    | 26  | 10      |
| Børge Gerber     | Vojens IK  | 34    | 23  | 11      |
| Ole Eriksen      | Vojens IK  | 34    | 21  | 13      |
| Carl Larsen      | Vojens IK  | 31    | 13  | 18      |
| Henrik Fabricius | Glasaxe SF | 25    | 22  | 3       |